# John Campbell, drugi vojvoda od Argylla
Feldmaršal John Campbell, drugi vojvoda od Argylla (eng. 2nd Duke of Argyll) i prvi vojvoda od Greenwicha (eng. 1st Duke of Greenwich) (London, 10. listopada 1678. – 4. listopada 1743.) je bio škotski plemić i vojnik.
Njegov otac je bio Archibald Campbell, prvi vojvoda od Argylla, proglašen vojvodom zbog podrške Vilimu Oranskom u pohodu na prijestolje. Nakon smrti oca godine 1703. naslijedio ga je kao drugi vojvoda od Argylla i vođa klana Campbell, jednog od najvažnijih škotskih klanova.
Zbog podrške koju je pružao Aktu o Uniji proglašen je 1705. godine za baruna Chathama i grofa od Greenwicha. Sudjelovao je u Ratu za španjolsku baštinu gdje se borio pod zapovjednikom britanske vojske Johnom Churchillom, vojvodom od Marlborougha.
Godine 1710. proglašen je vitezom Reda podvezice, a 1711. postaje vrhovni zapovjednik britanskih snaga u Španjolskoj. U jakobitskom ustanku 1715. godine vodio je vladine snage protiv vojske koja se borila za Jamesa Stuarta, sina svrgnutog kralja Jakova II. Godine 1719. nagrađen je titulom vojvode od Greenwicha. Godine 1736. proglašen je feldmaršalom britanske vojske.